# Bečváry
Bečváry  jsou obec ležící v okrese Kolín. Leží zhruba 11 km jihozápadně od Kolína a 9 km jihovýchodně od Kouřimi a 40 kilometrů východně od Prahy. Žije zde přibližně 1 100 obyvatel. Protéká tudy říčka Bečvárka, která je pravostranným přítokem řeky Výrovky.

## Části obce
- Bečváry
- Červený Hrádek
- Hatě
- Horní Jelčany
- Poďousy

## Historie
Bečváry se poprvé připomínají v roce 1265, kdy patřily Horynovi z Bečvář. Ve 14. a 15. století byla ves rozdělena na několik dílů a na počátku 16. století se Bečváry staly součástí panství Červený Hrádek. V roce 1591 si Jaroslav Myška ze Žlunic zvolil Bečváry za své sídlo a při dvoře zbudoval tvrz. V roce 1627 však prodal Bečváry Janu Oktaviánovi Kinskému ze Vchynic, který je připojil k zásmuckému panství. Vzhledem ke své poloze na důležité komunikaci trpěly Bečváry během třicetileté války často přesuny vojsk. V důsledku toho zpustly a v roce 1654 se uvádějí v berní rule jako pusté. Panství koupil 3. ledna 1753 komorní rada Jan Jiří Hilleprand z Prandau, který ho 10. května 1763 prodal generálu Arnoštu Gideonu Laudonovi. Ten zde častěji pobýval až od roku 1773, kdy ukončil svou vojenskou kariéru. Za jeho vlády, snad i v souvislosti s náklady na stavbu zámku, došlo na panství k růstu robotních povinností. Proto se bečvárští poddaní aktivně účastnili v roce 1775 nevolnického povstání. V roce 1964 navštívil obec Nikita Sergejevič Chruščov.
Právo užívat znak a vlajku bylo obci uděleno rozhodnutím Poslanecké sněmovny Parlamentu České republiky dne 24. listopadu 2014.

### Územněsprávní začlenění
Dějiny územněsprávního začleňování zahrnují období od roku 1850 do současnosti. V chronologickém přehledu je uvedena územně administrativní příslušnost obce v roce, kdy ke změně došlo:
- 1850 země česká, kraj Pardubice, politický okres Kolín, soudní okres Kouřim[5]
- 1855 země česká, kraj Čáslav, soudní okres Kouřim
- 1868 země česká, politický okres Kolín, soudní okres Kouřim
- 1939 země česká, Oberlandrat Kolín, politický okres Kolín, soudní okres Kouřim[6]
- 1942 země česká, Oberlandrat Praha, politický okres Kolín, soudní okres Kouřim[7]
- 1945 země česká, správní okres Kolín, soudní okres Kouřim[8]
- 1949 Pražský kraj, okres Kolín[9]
- 1960 Středočeský kraj, okres Kolín
- 2003 Středočeský kraj, obec s rozšířenou působností Kolín

### Rok 1932
V obci Bečváry (776 obyvatel, poštovní úřad, telegrafní úřad, telefonní úřad, četnická stanice) byly v roce 1932 evidovány tyto živnosti a obchody: lékař, 2 nákladní autodopravy, cukrovar Bernard Mandelík, holič, 2 hostince, kolář, 3 kováři, 6 krejčí, mlýn, 3 obuvníci, pekař, pila Gusta Freund, stáčírna lahvového piva, 3 rolníci, 3 řezníci, sedlář, 4 obchody se smíšeným zbožím, spořitelní a záložní spolek v Bečvářích, studnař, 3 švadleny, tesařský mistr, 3 trafiky, 2 truhláři, obchod s uhlím, zámečník.
V obci Červený Hrádek (485 obyvatel, poštovní úřad, telegrafní úřad, telefonní úřad, samostatná obec se později stala součástí Bečvárů) byly v roce 1932 evidovány tyto živnosti a obchody: 2 holiči, 2 hostince, kolář, kovář, krejčí, mlýn, 2 obuvníci, pekař, řezník, 3 obchody se smíšeným zbožím, spořitelní a záložní spolek pro Červený Hrádek, truhlář.
Ve vsi Hatě (131 obyvatel, samostatná ves se později stala součástí Bečvárů) byly v roce 1932 evidovány tyto živnosti a obchody: 7 rolníků, hostinec, trafika.
V obci Poďousy (142 obyvatel, samostatná obec se později stala součástí Bečvárů) byly v roce 1932 evidovány tyto živnosti a obchody: hostinec, mlýn, pila, obchod se smíšeným zbožím, trafika.

## Obyvatelstvo
| Rok            | 1869  | 1880  | 1890  | 1900  | 1910  | 1921  | 1930  | 1950  | 1961  | 1970  | 1980  | 1991  | 2001 | 2011 | 2021  |
| -------------- | ----- | ----- | ----- | ----- | ----- | ----- | ----- | ----- | ----- | ----- | ----- | ----- | ---- | ---- | ----- |
| Počet obyvatel | 1 658 | 1 970 | 1 915 | 1 840 | 1 776 | 1 721 | 1 624 | 1 276 | 1 386 | 1 230 | 1 148 | 1 022 | 994  | 981  | 1 044 |
| Počet domů     | 254   | 266   | 264   | 283   | 281   | 293   | 336   | 348   | 341   | 327   | 306   | 309   | 319  | 347  | 392   |

## Přírodní poměry
Jihozápadně od vesnice se u rybníka Bosňák nachází přírodní památka Lůmek u Bečvár.

## Pamětihodnosti
Nejvýznamnější památkou obce je barokní zámek, který pro generála Laudona pozdně barokně přestavěl pražský architekt Jan Josef Wirch. V období socialismu sloužil zámek jako archiv ČSAV. V roce 2000 zámek koupil hudebník Robert Kodym (skupiny Lucie a Wanastowi Vjecy), který nechal zámek opravit.
U zámku byl kolem roku 1800 postaven nový zámek, který byl v roce 1982 pro špatný stav demolován.
Technickou památkou je Podbečvárský Mlýn.

## Doprava
Obec leží na silnici I/2 v úseku Říčany – Bečváry – Kutná Hora. Územím obce prochází i silnice II/125 v úseku Uhlířské Janovice – Červený Hrádek – Poďousy – Kolín. Dále jsou na území obce silnice III. třídy:
- III/12530 Žíšov – Hatě – Drahobudice
- III/12531 Hatě – Horní Jelčany
- III/12532 ze silnice III/12530 – Horní Jelčany – Sobočice
- III/12536 Červený Hrádek – Solopysky
- III/12537 Červený Hrádek – Drahobudice
- III/33338 Bečváry – Sobočice
- III/33339 Drahobudice – Bečváry – Horní Chvatliny
- III/33340 Bečváry – Mančice
- III/33343 Bečváry – Bílkov
- III/3359 Vavřinec – Hatě

Obec Bečváry leží na železniční trati 014 Kolín – Uhlířské Janovice – Ledečko. Je to jednokolejná regionální trať, doprava byla zahájena roku 1900.
Ve stanici Bečváry se napojuje železniční trať 013 Bošice – Bečváry. Je to jednokolejná regionální trať, doprava byla zahájena roku 1882. Trať je od prosince 2006 bez pravidelné dopravy.
Z obce vedly v roce 2022 autobusové linky např. do těchto cílů: Kolín, Kostelec nad Černými lesy, Praha, Říčany, Suchdol, Kutná Hora, Čáslav, Zásmuky (dopravce ČSAD POLKOST, s. r. o.), Kácov, Kolín, Uhlířské Janovice, Vlašim (dopravce ČSAD Benešov, a. s.), Kolín, Zásmuky, Plaňany, Žiželice (dopravce Okresní autobusová doprava Kolín, s. r. o.).
Po trati 014 stanicí Bečváry jezdilo v pracovních dnech 13 párů osobních vlaků, o víkendech 8 párů osobních vlaků.

## Další fotografie

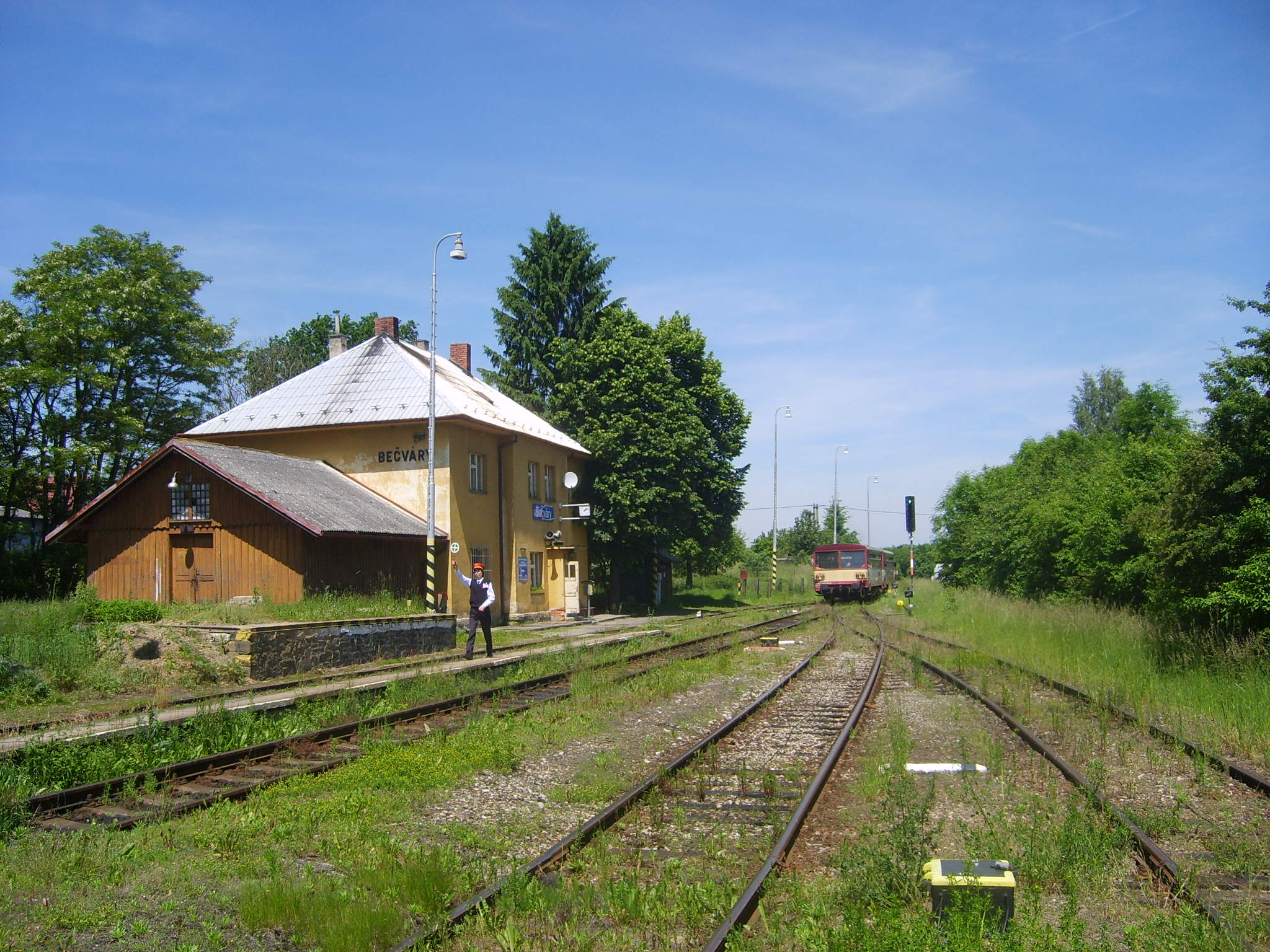
Nádraží
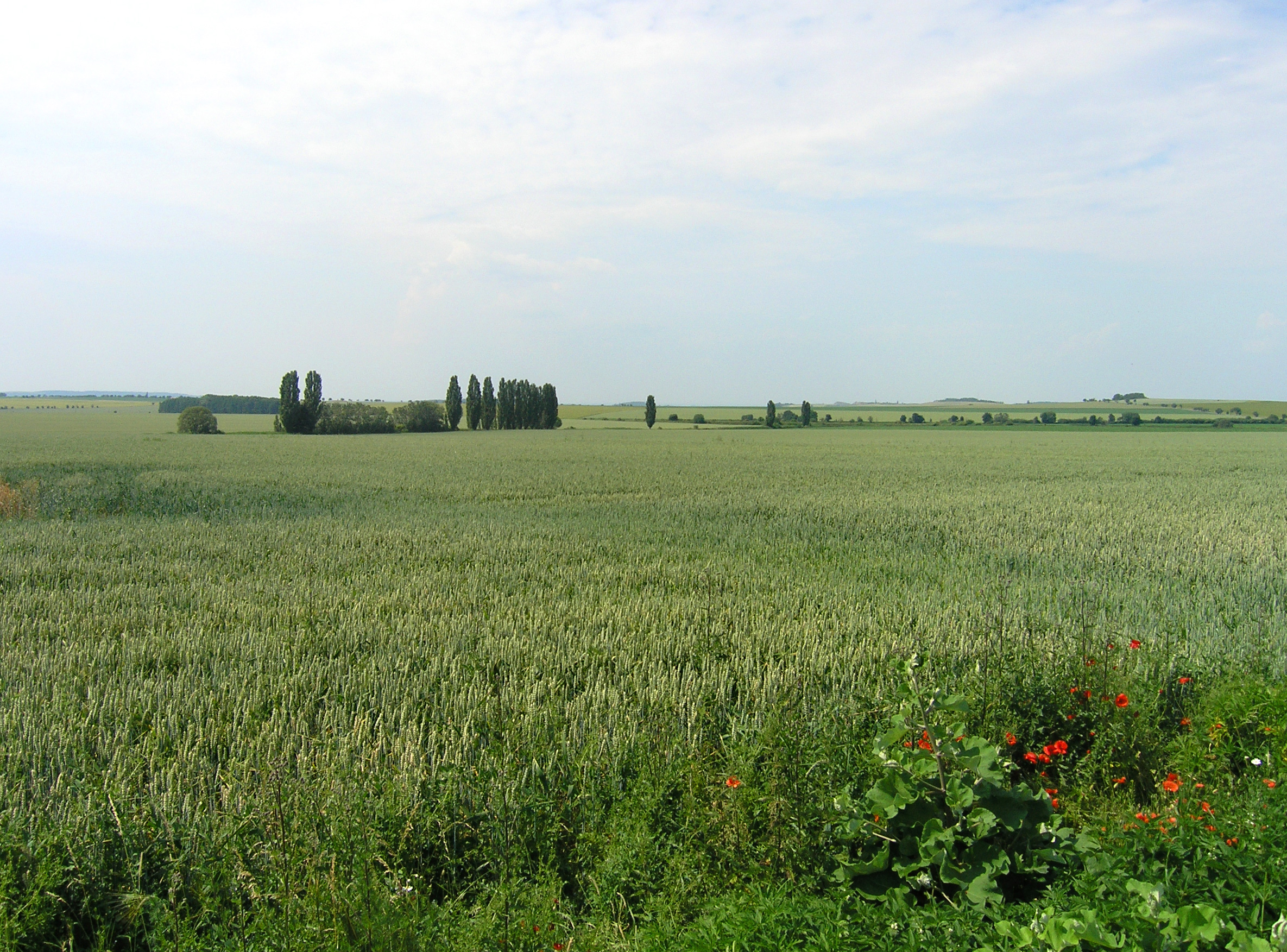
Krajina severně od Bečvár
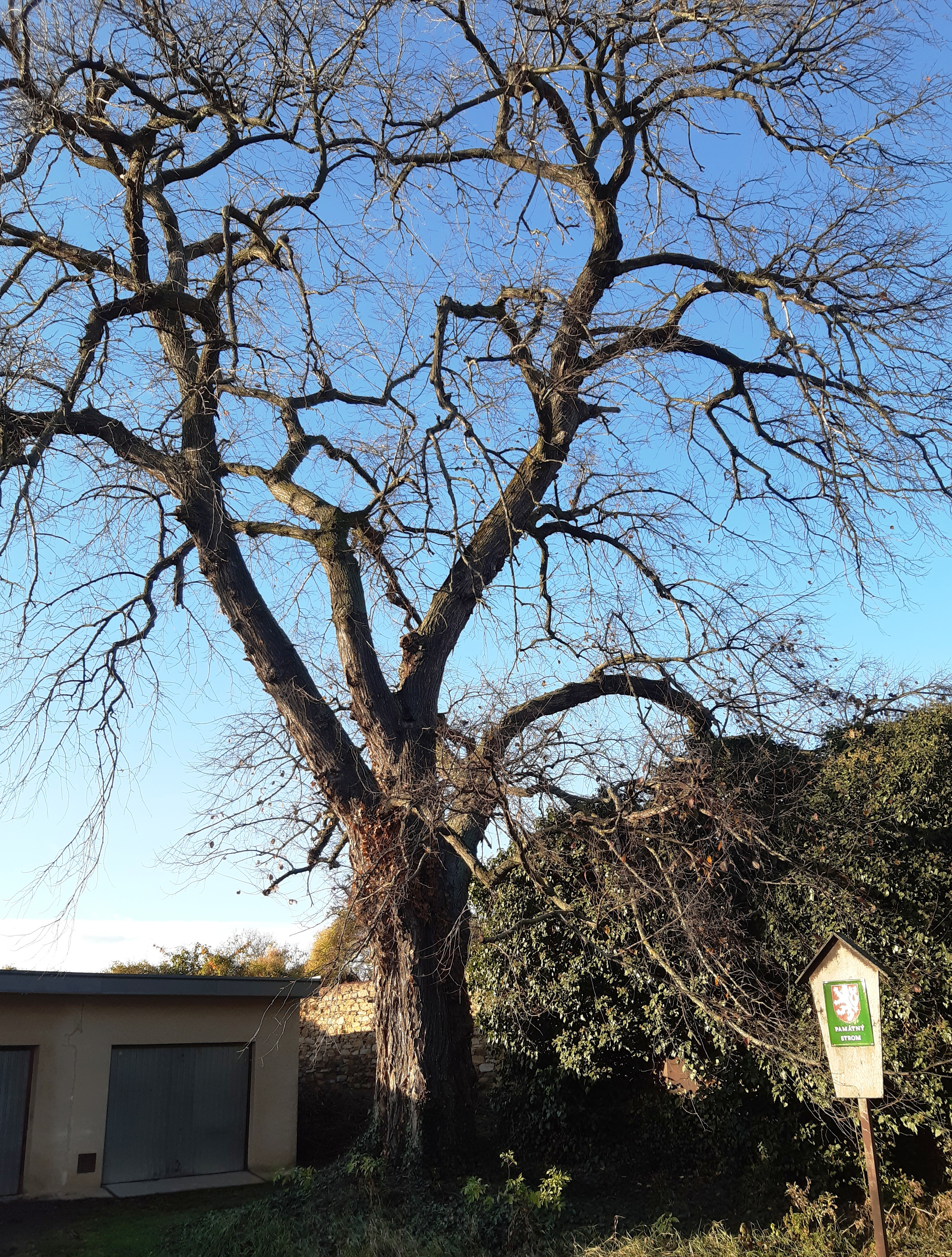
Bečvárecký jilm památný strom